# Crudo Means Raw
Fernando Bustamante (Nueva York 1988),conocido como Crudo Means Raw, es un productor musical y rapero colombo estadounidense. 
Nacido en la ciudad de Nueva York, vivió en Long Island hasta los cinco años, antes de mudarse a Medellín. Su canción "La Mitad de la Mitad" alcanzó el número uno en la lista de las mejores canciones de Spotify Colombia en el 2018.

## Biografía

### Primeros años
Fernando Bustamante nació en la ciudad de Nueva York de padres colombianos que emigraron a los Estados Unidos para trabajar. Vivió en Long Island antes de mudarse a Medellín, Colombia a los cinco años para vivir con su madre. Comenzó a rapear en la escuela secundaria con su compañero de clase J Balvin. El rapero adoptó su nombre artístico Crudo Means Raw porque en sus palabras, “así suena mi música, no hay otra forma de describirla... Mi música es cruda, sin significados ocultos, y el sonido es orgánico, natural. Hago música sin etiquetas, con la que la mayoría de la gente se puede identificar. Al crecer, obtuvo influencia de grupos de hip-hop de Nueva York como A Tribe Called Quest y Gang Starr.

### Carrera
Crudo empezó haciendo producciones para otros artistas, tanto estadounidenses como colombianos, y empezó su recorrido como rapero a mitades de la década de 2010, donde se destacan sencillos como "Ella es mía" y "Comida Rápida". 
Como beatmaker, lanzó Amalgama beats en 2012, y Voyage: El Pasaje en 2015. Tras esto hizo su debut discográfico como rapero lanzando Todos Tienen Que Comer en 2016, un álbum de Boom Bap con letras sobre la fiesta, la vida moderna, la muerte y las mujeres en Medellín, con un toque existencialista y pistas con samples de soul y jazz y  que fue críticamente bien recibido y mostró como había desarrollado su talento para escribir. Este álbum cuenta con colaboraciones de Dj Dmoe, Zof Ziro, Métricas Frías, Mañas, Lianna, Vic Deal y Granuja, así como una aparición especial de su amigo Juan Gabriel Quintero (Tanga). 
En 2018 lanzó el EP "María", conteniendo varias canciones que acabarían en su álbum de larga duración "Esmeraldas", lanzado en 2020.
En el 2018, su canción "La Mitad de la Mitad" alcanzó el número uno en la lista de las mejores canciones de Spotify Colombia. Hizo una aparición especial en la canción "Aurora" del álbum Más Futuro Que Pasado del cantautor colombiano Juanes. En diciembre del 2019, lanzó el sencillo influenciado por el R&B "La Titular" con la cantante colombiana Mabiland. Lanzó el álbum Esmeraldas el 30 de marzo de 2020. Elias Leight de Rolling Stone describió su canción "Novena" de Esmeraldas como "compleja y más convincente... una pista como pocas que se han lanzado este año".
En diciembre de 2022 empezó a anunciar un proyecto llamado "WAR DOG", que saldría en un formato de un tema por día en la semana de Navidad.

## Discografía
- Amalgama beats (2012)
- Voyage: El Pasaje (2015)
- Todos Tienen Que Comer (2016)
- Esmeraldas (2020)
- La infusión mixtape vol. 1 (2020)
- WAR DOG (2023)